# Saint-Hilaire-la-Plaine
Saint-Hilaire-la-Plaine este o comună în departamentul Creuse din centrul Franței. În 2009 avea o populație de 216 de locuitori.

## Evoluția populației
| An        | 1975 | 1982 | 1990 | 1999 | 2006 | 2009 |
| --------- | ---- | ---- | ---- | ---- | ---- | ---- |
| Populație | 234  | 252  | 237  | 235  | 226  | 216  |